# Bridge of Ericht

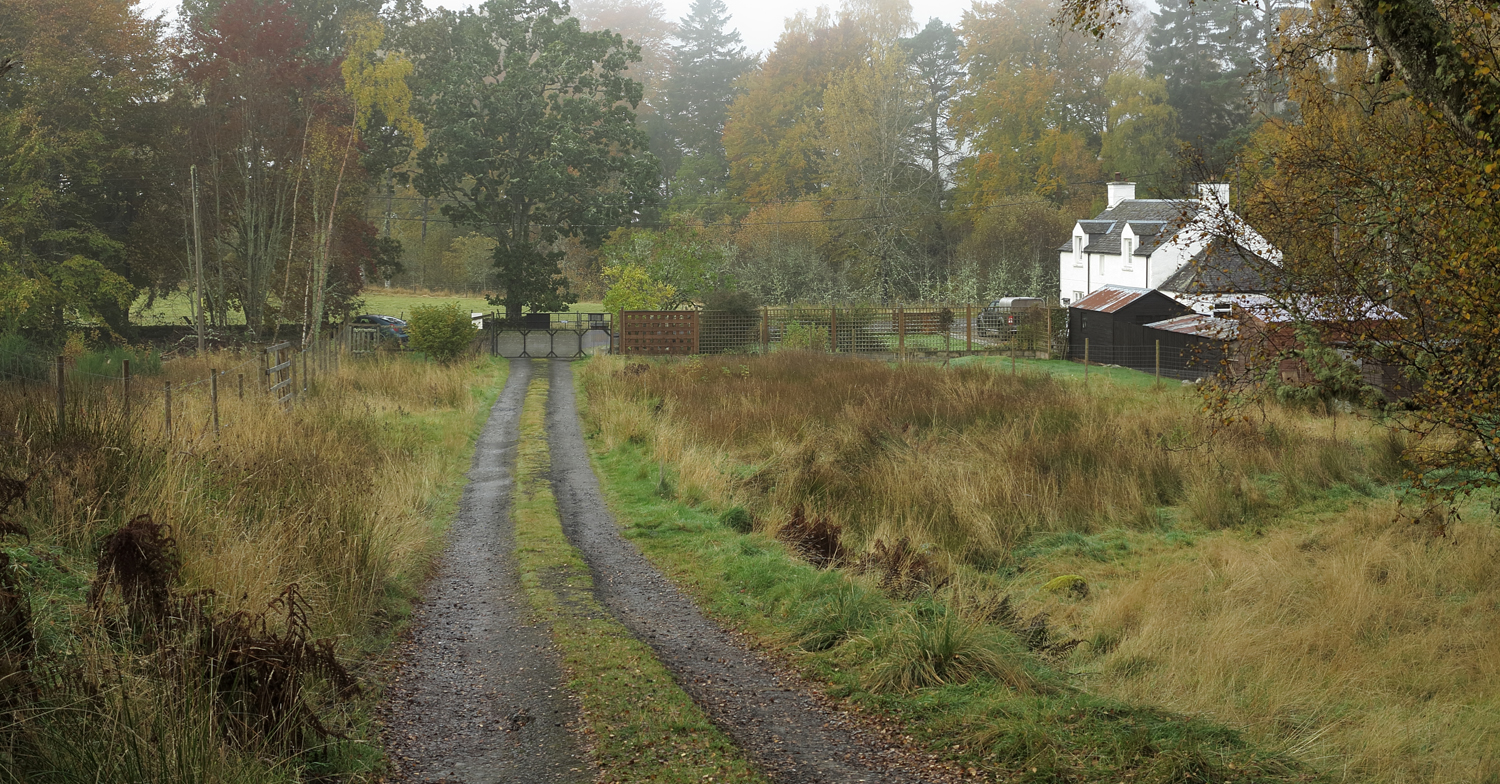
Ein Haus im Ort

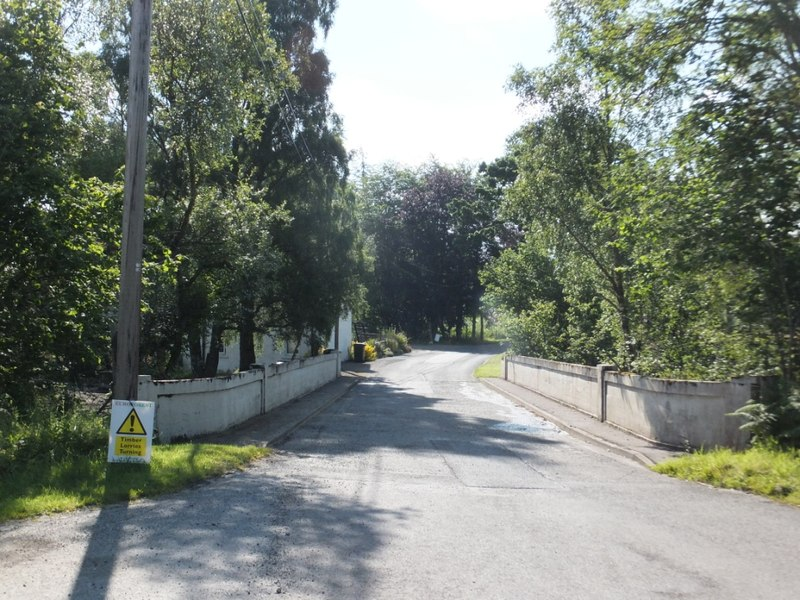
Blick auf die Brücke

Bridge of Ericht ist eine kleine Ortschaft, die im Norden von Schottland zwischen Inverness im Norden und Perth im Südosten in der Region Perth and Kinross liegt. Im Rahmen der historischen Gliederung Schottlands in Civil Parishes zählt es zu Fortingall, das zu Perthshire gehörte.

## Geographie
Bridge of Ericht liegt wenig nördlich des Sees Loch Rannoch im Bereich der Einmündung des Flusses Ericht. Der Ort umfasst nur wenige Häuser, die sich lose beiderseits einer Brücke über den Fluss verteilen.

## Verkehr
Verkehrstechnisch zu erreichen ist Bridge of Ericht von Südosten ab Aberfeldy und Westen ab Rannoch Station über die B 846. Diese Straße nutzt die genannte Brücke.